# ケント・ギルバート
ケント・シドニー・ギルバート（英: Kent Sidney Gilbert、1952年5月25日 - ）は、アメリカ合衆国アイダホ州出身の外国人タレント、カリフォルニア州弁護士、政治評論家、大学教員。岡山理科大学客員教授。

## 略歴
アイダホ州生まれ、ユタ州育ち。
1970年にブリガムヤング大学に入学し、1971年に初来日。
1980年、同大学で経営学修士号（MBA）、法務博士号（JD）を取得し、カリフォルニア州司法試験に合格して国際法律事務所（事務所名未詳）に就職した。企業に関する法律コンサルタントとして再び来日（外国の弁護士が日本国内において法律事務を行うためには、外弁法に基づいて法務大臣の承認を受け、弁護士会へ入会することと、日本弁護士連合会（日弁連）への登録を要するため、外国法事務弁護士としての登録はされていない）。
1983年、『世界まるごとHOWマッチ』に「カリフォルニア州弁護士」の肩書きでレギュラー出演し、日本での知名度が上がった。『HOWマッチ』では、いつも正解より安い金額を回答していたことから、大橋巨泉から「ネギルバート」とあだ名された。また、メキシコ料理店や英会話学校の経営に携わった。
2015年10月22日、アパ日本再興財団による『第8回「真の近現代史観」懸賞論文』の最優秀藤誠志賞を受賞。受賞作『日本人の国民性が外交・国防に及ぼす悪影響について』は、日本人の誠実さや他者への思いやりなどを「世界標準を圧倒する高いレベル」と評価する一方、その国民性が同時に「軍事を含む外交の分野では、最大の障害になる」と論じている。
2018年10月6日、岡山理科大学の客員教授に就任していることをTwitterで明らかにした。なお、岡山理科大学の教員データベースには記載がなく、通常の講義は担当していない。

## 人物
- 父と伯父は朝鮮戦争に出征した退役軍人[8]。義弟も退役軍人であり、沖縄での勤務経験を持つ[8]。ギルバート自身はベトナム戦争の時期に徴兵登録しており、軍務に就いてベトナム戦争に出征する可能性があった（結果としてギルバート自身が軍務に就くことはなかったが、1975年の沖縄海洋博覧会でアメリカのパビリオンのガイドを務め[3]、沖縄嘉手納基地に半年間居住した[8]。）[8]。親戚に複数の現役軍人がいる（2015年現在）[8]。ギルバートは、友人や友人の子供が軍人になったケースは多いと述べている[8]。
- 結婚しており、妻・3人の息子・8人の孫がいる（2014年6月現在）[9]。
- 2019年11月現在、2つの会社の代表取締役を務める[3]。

### モルモン教との関係
- 1971年、19歳の時にブリガムヤング大学在学中にモルモン教の宣教師として初来日した[10][11]。
- モルモン教の教義により、酒、煙草、コーヒー、紅茶が禁じられているため、ギルバートもこれらを飲まない[12][13]。

### 統一教会との関係
- 統一教会の関連団体「世界平和教授アカデミー」の機関誌『知識』1986年2月号に、ギルバートのインタビュー記事「ケント・ギルバート家の躾」が掲載された[14]。
- 2016年3月28日、統一教会の関連団体「世界戦略総合研究所」が主催した講演会で、ギルバートは講演した[15][16]。
- 2019年12月18日、統一教会の関連団体「世界戦略総合研究所」が主催した、その機関誌「和ORLD（ワールド）」の出版記念パーティーに、ギルバートは加瀬英明（統一教会の関連団体「世界平和教授アカデミー」常任理事、「和ORLD」最高顧問）とともに参加した[17]。
- 統一教会の関連団体「世界戦略総合研究所」の機関誌「和ORLD（ワールド）」01号（2019年刊行）に、ギルバートと統一教会幹部の阿部正寿の対談が掲載された[18][19]。
- 統一教会の関連団体「世界戦略総合研究所」の機関誌「和ORLD（ワールド）」03号（2020年刊行）に、ギルバートのインタビュー記事「儒教に支配された韓国の悲劇」が掲載された[18][19]。

## 発言

### 憲法9条について
2015年、『憲法第9条はペナルティーです！』(YouTubeケント・ギルバート公式チャンネル) にて、「『ボクが見た日本国憲法』という本を（1988年に）出したんですね、その中で私は憲法第9条をそのまま改正しないで取っといてもらいたいということを書いたんですよ、そうするとじゃあ今頃になってまだそう思ってるかっていうと、そう思ってないですね。なぜ思ってないかというと世界情勢が変わったんですね、憲法は世界情勢に反映するものでないとダメなんですね、第9条だけは変えてもらいたいですね」と述べている。
同年9月25日の「朝まで生テレビ!」に出演した際、「集団的自衛権、個別的自衛権、これは両方とも国際法で認められているものであって、日本にもあるんですよ。そして憲法前文を読みますと『憲法は国民を守るためにある』と。その上で、憲法第9条は『しかし、武力は使わない』と言っているんだけれども、前文と国際法から考えれば、憲法第9条自体が、憲法違反だと思っている」と発言した。これに対してパネリストの小林よしのりは同意し、司会の田原総一朗も「もともとあの憲法はGHQが作った憲法であって、GHQは日本が再び戦争ができない、弱い国にするために作ったんだよ」と返し、ギルバートも「ペナルティなんですよ。制裁措置」とやりとりする場面があった。

### 朝日新聞問題について
2014年8月22日、いわゆる従軍慰安婦問題について誤報があったと朝日新聞が認めた事について、「必死の努力を続けてきた韓国人は赤っ恥をかかされた」、「報告書を提出したクマラスワミに死んでも消せない汚点が歴史上に残っちゃった」、「国連人権委員会の調査内容がいい加減だったことまでバレちゃった」等、自身のブログでコメントした。
2018年に慰安婦に関する報道を、英語でも訂正報道するように求めた。しかし、朝日新聞は既に公開しているとして拒否した。ギルバートが朝日新聞による英語の訂正記事を検索しても出てこなかったため、調べてみると朝日新聞は英文での過去の慰安婦報道に関する訂正記事など特定の記事のみ検索回避の設定をしていたことが発覚した。指摘受けた朝日新聞は検索回避を解除し、「作業漏れ」と釈明している。

### 韓国ソウル中央地検による産経支局長起訴について
当該事象についてギルバートは、言論の自由に対する大変な弾圧で、長すぎる出国禁止はいわば監禁であり、在宅起訴など完全にやりすぎと述べた。発展途上国や独裁政権の手法であるとし、「韓国の政治の未熟さを全世界にさらしているようなもの」、「子供っぽい。恥ずかしい行為の極み」と述べている。
引用元の韓国紙や記者が処罰されず、引用した産経新聞支局長が在宅起訴されたことについては「明らかに公平性を欠いており、支局長がスケープゴートにされたとしか考えられない」と考察し、米国では言論の自由がとても大切にされており、この程度のことで起訴されるなどありえない事であるとした。

### 歴史認識
いわゆる「従軍慰安婦の強制連行」については、最初は小説内の創作であり、それが反日的プロパガンダによっていつの間にか歴史的事実として世界中に認識されたとしている。歴史の真実を伝える側が、「歴史修正主義者」として非難されてきたと述べた。
夕刊フジに「反撃せよ! ニッポン」を2014年11月17日から5日間連載し、この中で日本が東南アジア諸国や中国大陸で「侵略戦争を行った」という話も創作された話としており、戦後占領政策の一部としてGHQが世界中に広めたプロパガンダであるとしている。嘘が暴かれることを「わが祖国・米国も喜びはしない」としているが、戦後70年を迎えるにあたりそろそろ日本は近現代の間違った歴史認識の修正を堂々と主張すべきと述べた。
世界抗日戦争史実維護連合会は日本だけを対象として貶める反日宣伝工作機関であるとして、南京事件30万人や慰安婦20万人などの虚偽を拡散することは、人種差別等を撤廃する公民権法の趣旨に反しているので、アメリカはこのような活動を取り締まれるよう法改正するべきであると提言しており、当該団体が戦争真実を擁護するならば中国共産党による日本人虐殺の通化事件、国民党軍による通州事件、黄河決壊事件等も擁護するべきであると主張している。ただし彼の「主張」には少なからぬ誤りが散見される。例えば「国民党軍による」通州事件などは明確に誤りである。事件を引き起こしたのは華北分離工作の一環として組織された大日本帝国の傀儡である「冀東防共自治政府」所属の保安隊であり、事件はこの保安隊の反乱によるものであった。従ってその後の事件対応にしても被害への賠償金当の折衝が行われたのは冀東政府と日本政府の間であり、蒋介石の国民党政府とはなんらの交渉も存在しなかった。

### 放送法遵守を求める視聴者の会立ち上げ
2015年9月16日放送の「NEWS23」（TBS）にて、番組のアンカーを務める岸井成格が平和安全法制に関して「メディアとしても、廃案に向けて声をずっと上げ続けるべきだ」と呼びかけたことが放送法4条への抵触に当たるとして、「放送法遵守を求める視聴者の会」をすぎやまこういちらと共に立ち上げた。
ギルバートは、視聴者の会が同年11月26日に開いた記者会見にて「日本のテレビ局の態度は傲慢に見える。自分たちは賢く、馬鹿な国民を誘導しなくてはダメという態度に見える。決めるのは国民で、意見を押しつけることは正しくない姿勢。もっと謙虚にやってもらいたい」と述べた。
2016年2月15日、「マスコミは、自分たちが誘導する義務や使命があると思っているように見える。誘導していただかなくて結構。日本国民はそれほど頭が悪くない」「国民の知る権利を侵害しないためには、いろんな角度からの情報を提供する必要がある」と述べた。

### 前川喜平と前川を報じるメディア批判
「前川喜平は悪質な国家公務員法違反である文科省の組織的天下り斡旋の最高責任者であり、「正義感あふれる人格者」であるかのように伝えるメディアの姿勢に対して違和感を覚えるのは当然である」とし、前川の「女性の貧困について、ある意味実地の視察調査の意味合いがあった」という言い分について「疑問を持たない人はジャーナリストの資質がない。一方、疑問はあるが、それよりも安倍政権攻撃の利用価値を重視したという人は、ジャーナリストを名乗る資格がない」と主張している。

### 沖縄の米軍基地問題について
1988年5月、『ボクが見た日本国憲法』(PHP出版) では、「何よりあれだけ軍事施設があると、万が一戦争があった場合、またまた沖縄が日本全国の犠牲になる可能性が高い」「大都会にいて、安保がどうのこうのとか、自衛隊が憲法違反とか、議論しても、実際にはそういうことが言える平和で安全な生活は、沖縄県民の我慢と忍耐の上にのっかってきた」「なんで沖縄だけが日本の犠牲にならなくちゃいけないのかって、沖縄の人は怒っているけど、僕もそう思いますよ」と、沖縄の米軍基地過重負担について述べている。

### ギルバートの発言に対する評
ギルバートのこれらの発言について中島岳志は、週刊金曜日で「著書を辿ると、2013年に一つの転換点を見る事が出来る」と評している（1998年に「国際化途上国ニッポン」を出してから15年、この年に「不死鳥の国・ニッポン」を上梓している。また直前には経営していた会社で仲間に裏切られている）。
また安田峰俊は、右派文化人となった背景に自由社の植田剛彦・加瀬英明の影を見ることが出来ると述べる。取材に対し植田は「2013年10月に私が編集・刊行した『不死鳥の国・ニッポン』は、ケントの『転向』の大きなエポックメイキングだった。一時期低迷していた彼に、第2の出発点を準備できたと自負している。私は彼に『これからのあなたは芸能人ではなく文化人だ』と伝え、背中を押した」「ケントは正しいことを正しいと言う、真っすぐな人間だ。最近、『WGIPを指摘したらアメリカに帰れなくなるのでは?』と尋ねたが、ケントは『気にしない』と言っていた」、また加瀬は「バテレンを改宗させたようなもの。まずヘンリー・スコット・ストークスを10数年かけて“調教”し、次いでケントをやった」と述べた。

## 騒動・事件

### 経営会社の元社長逮捕
2012年6月6日、ギルバートが経営する会社（情報技術関連）の元社長が、同社から約1億数千万円を着服した疑いで警視庁捜査2課に逮捕された。同社は2010年8月に元社長を解任し、2011年4月に元社長を警視庁愛宕警察署に告訴していた。

### コメントの捏造による書籍回収騒動
ギルバートが雑誌「Voice」（PHP研究所）2015年12月号に寄稿した「チベット人虐殺こそ世界記憶遺産に」の中に、「神戸大学の梶谷懐先生によると」という前置きをした上で、捏造コメントがあった。2016年2月12日、梶谷教授は自身のブログで「Voice」宛ての抗議メールを公開し、そのコメントは虚偽であると訴えた。同月15日、発行元のPHP側はネット版「web Voice」で誤りを認め、記事を訂正。また、この文章は年明け1月28日に同社から出版されたギルバートの著書『やっと自虐史観のアホらしさに気づいた日本人』に収録されていたため、同書も回収・刷り直しされることになった。

## メディア出演

### テレビ番組
- 朝まで生テレビ!（1992年 - 、テレビ朝日）
- そこまで言って委員会NP（2015年 - 、読売テレビ）
- 世界まるごとHOWマッチ（毎日放送）
- 関口宏のサンデーモーニング（TBS）初期のコメンテーター
- ワールドNOW（日本テレビ）
- 山河燃ゆ（1984年、NHK大河ドラマ）
- 日本の面影（1984年、NHK総合）
- シンデレラの財布（1984年、TBS系） - ポッター
- ポニーテールはふり向かない（1985年、TBS系）
- どうぶつ通り夢ランド（1986年9月 - 1987年3月、テレビ朝日）
- 東芝 日曜劇場 第1582話「札幌ラーメン物語 おいしい夫婦」（1987年、HBC制作・TBS系）
- 野望の国 嵐の章（1989年、日本テレビ）
- 世にも奇妙な物語『切腹都市（ハラキリシティー）』（1991年5月30日、フジテレビ系） - 主演・ジョン・ロバーツ
- 松本清張サスペンス特別企画・熱い絹（1998年、よみうりテレビ系） - ジェームス・ウィルバー
- 水戸黄門 第29部 第4話「珍客駆け込む西山荘-太田-」（2001年、TBS系） - ケンペル
- 二つの祖国（2019年、テレビ東京）- パーカー

### ラジオ番組
- ネピアミセス情報局（TBSラジオ）
- ケント・ギルバートのニッポン診断（アール・エフ・ラジオ日本）

### CM
- 日産自動車「マキシマ」「オール日産　ザ・中古車デー」
- アコム（1980年代後半）
- 森永製菓「ボンソワール」（1984年、『世界まるごとHOWマッチ』のセルフパロディー）
- 志学塾（1983年）
- セコム「マイアラーム」（1983年、斉藤祐子と共演）
- サニックス（1980年代後半-1990年代）
- エスエス製薬「キングシリーズ」（1987年、小堺一機と共演）
- ダイエー（当時の紳士服ブランド、「ロベルト」）
- 関西汽船「ジェットライン」（1980年台後半）
- サンキスト「Light Balance」

### 映画
- 超時空要塞マクロス 愛・おぼえていますか（1984年） - コンダ88333（声）
- 必殺! ブラウン館の怪物たち（1985年、松竹） - アーネスト・サトウ
- ゴジラvsキングギドラ（1991年、東宝） - ラゴス島アメリカ軍大佐[1]
- 北京原人 Who are you?（1997年、東宝） - ハーマン
- 主戦場（2019年）（ドキュメンタリー映画）

### インターネット番組
- 真相深入り!虎ノ門ニュース（2015年10月14日- 、DHCテレビ、旧：DHCシアター）-コメンテーター（隔週水曜日／2015年8月11日、8月18日、9月8日、10月5日にもゲストコメンテーターとして出演）
- 文化人放送局 - 不定期
- YouTubeチャンネル - ケントギルバート

## 著書

### 単著
- 『Kentの面白大国ニッポン!』（ダイナミックセラーズ、1984年4月）
- 『あっとhomeニッポン : ちょっと不思議な日本のパパ・ママ』ジャテック出版、1986年9月9日。
- 『ボクが見た日本国憲法』（PHP研究所、1988年5月）
- 『ニホン人はもっと怒ったら　―不満をかくさず、言いたいことを言おう！―』（リクルート出版、1989年12月）
- 『ケント・ギルバートの恋愛マナー　―好きになった数だけ、女はきれいになる―』（大和出版、1990年6月）
- 『ケント・ギルバートの英語表現547 〈海外旅行〉出発から帰国まで』（光文社、1990年12月）
- 『素敵なワーキングガールの自分を磨く1週間（）　―仕事・生活・遊びのステップアップ講座―』（大和出版、1991年11月）
- 『日本人英語の間違い　―なぜ、通じないか　どう直したらよいか―』（光文社、1994年3月）
- 『ケントのトラベル英会話』（実業之日本社、1995年12月）
- 『わが子を国際人にする方法』（近代文藝社、1997年2月）
- 『ケント・ギルバートの素朴な疑問　不思議な国ニッポン』（素朴社、1998年3月）
- 『国際化途上国ニッポン』（近代文藝社、1998年11月）
- 『不死鳥の国ニッポン』（日新報道、2013年11月）
- 『まだGHQの洗脳に縛られている日本人』（PHP研究所、2015年6月）
- 『いよいよ歴史戦のカラクリを発信する日本人』（PHP研究所、2016年8月）
- 『米国人弁護士が「断罪」　東京裁判という茶番』（ベストセラーズ、2016年12月）
- 『儒教に支配された中国人と韓国人の悲劇』（講談社、2017年2月）
- 『日本人は「国際感覚」なんてゴミ箱へ捨てろ!』（祥伝社、2017年3月）
- 『日本覚醒』（宝島社、2017年5月）
- 『米国人弁護士だから見抜けた日本国憲法の正体』（KADOKAWA、2017年6月）
- 『ついに「愛国心」のタブーから解き放たれる日本人』（PHP研究所、2017年8月）
- 『マスコミはなぜここまで反日なのか』（宝島社、2017年9月）
- 『中韓がむさぼり続ける「反日」という名の毒饅頭』（悟空出版、2017年12月）
  - 『中韓が繰り返す「反日」歴史戦を暴く』（祥伝社、2019年12月）　※上記著作を改題、加筆・修正を加えた新書版。
- 『日本人だけが知らない世界から尊敬される日本人』（ソフトバンククリエイティブ、2018年1月）
- 『中華思想を妄信する中国人と韓国人の悲劇』（講談社、2018年2月）
- 『いよいよ世界に本当の歴史を発信する日本人』（PHP研究所、2018年2月）
- 『リベラルの毒に侵された日米の憂鬱」（PHP研究所、2018年3月）
- 『米国人弁護士だから見抜けた日弁連の正体』（育鵬社、2018年10月）
- 『永田町・霞が関とマスコミに巣食うクズなんてゴミ箱へ捨てろ！』（祥伝社、2018年10月）
- 『「パクリ国家」中国に米・日で鉄槌を！』（悟空出版、2018年10月）
- 『本当は世界一の国日本に告ぐ大直言』（SBクリエイティブ、2019年1月）
- 『性善説に蝕まれた日本 情報に殺されないための戦略』（三交社、2019年1月）
- 『天皇という「世界の奇跡」を持つ日本』（徳間書店、2019年3月）
- 『世界は強い日本を望んでいる―嘘つきメディアにグッド・バイ』（ワニブックス、2019年9月）
- 『トランプは再選する！　日本とアメリカの未来』（宝島社、2019年9月）
- 『私が日本に住み続ける15の理由』（白秋社、2020年1月）
- 『日本人が知らない朝鮮半島史　韓国と北朝鮮―「反日」の源流』（ビジネス社、2020年6月）
- 『いまそこにある中国の日本侵食』（ワック、2021年9月）
- 『ケント流お金を増やす鉄則』（ワック、2022年11月）
- 『地政学がマンガで3時間でわかる本』（明日香出版社、2025年4月）

### 共著
- 野村勇一朗『ケント・ギルバートの「レクソール始めませんか!」』（イーハトーヴ出版、1991年4月）
- 野村勇一朗『ケント・ギルバートが贈る「レクソール・ビジネストレーニング」』（イーハトーヴ出版、1991年12月）
- 加瀬英明『日米知ってるつもり大論争』（日本教文社、1993年2月）
- 植田剛彦、池東旭『三国感情　―鮨とキムチとハンバーガー』（黙出版、2001年6月）
- チャック・ダウンズ、植田剛彦、鈴木信幸『ワシントン北朝鮮人権委員会拉致報告書』（自由社、2011年11月） - 協力
- 植田剛彦『不死鳥の国・ニッポン』（日新報道、2013年11月）
- トニー・マラーノ（テキサス親父） 『素晴らしい国・日本に告ぐ』（青林堂、2015年5月）
- 西村幸祐 『日本の自立　戦後70年、「日米安保体制」に未来はあるのか?』（イースト・プレス、2015年8月）
- 石平・室谷克実『反日同盟　中国・韓国との新・歴史戦に勝つ!』（悟空出版、2015年11月）
- 西村幸祐 『トランプ革命で甦る日本』（イースト・プレス、2017年1月）
- 長谷川幸洋 『ケント&幸洋の大放言!』（ビジネス社、2017年6月）
- 遠藤誉・高永喆 『朝鮮半島という災厄』（宝島社、2017年7月）
- 百田尚樹『いい加減に目を覚まさんかい、日本人!』（祥伝社、2017年11月）
  - 『いい加減に目を覚まさんかい、日本人!』（祥伝社、2019年10月）※加筆・修正を加えた新書版
- 加瀬英明『対談　憲法改正で 日本はこんなに良くなる』（光明思想社、2018年4月）
- 上念司 『まだ日本人が気づかない 日本と世界の大問題』（徳間書店、2018年8月）
- 山岡鉄秀『日本を貶め続ける朝日新聞との対決　全記録』（飛鳥新社、2018年12月）
- 石平『「米中冷戦」で日本は漁夫の利を得る』（宝島社、2019年3月）
- 櫻井よしこ『わが国に迫る地政学的危機：憲法を今すぐ改正せよ』（ビジネス社、2022年10月）

## 音楽作品
シングル
- ケンカのあとは（1984年10月21日、「ケント・ギルバート、ジュン・マリー」名義。キャニオン 6G0058）
  - 『ひらけ!ポンキッキ』挿入歌。映像は当時漫画雑誌『花とゆめ』に連載されていた『小さなお茶会』（猫十字社）のキャラクターを使用したアニメ。
  - シングル裏面は児島由美の「月のブランコ」。